# 李順孫
李順孫（1493年—？），字繼先，號清涯，山東濟南府濱州利津縣人，民籍，明朝政治人物。

## 生平
正德八年（1513年）癸酉科山東鄉試第二十九名舉人，十二年（1517年）中式丁丑科會試第三百二十二名，三甲第一百四十一名進士。戶部觀政，授南樂縣知縣，十六年調任确山县，升刑部主事，升員外郎，出為河南按察司僉事，嘉靖十年（1531年）五月升陝西布政使司右參議，以母老歸養。年八十餘歲而終。

## 家族
曾祖李仲賢；祖父李壽，衛經歷；父李潔，訓導。母王氏。具慶下。弟李孝孫。